# Cubelles, Haute-Loire

Cubelles este o comună în departamentul Haute-Loire, Franța. În 2009 avea o populație de 132 de locuitori.